# Jürgen Vogler
Jürgen Vogler (Berlín, 13 de diciembre de 1925) es un deportista de la RDA que compitió en vela en la clase Finn. Ganó una medalla en el Campeonato Mundial de Finn de 1957 y tres medallas en el Campeonato Europeo de Finn entre los años 1956 y 1959.

## Palmarés internacional
| Campeonato Mundial | Campeonato Mundial        | Campeonato Mundial | Campeonato Mundial |
| Año                | Lugar                     | Medalla            | Clase              |
| ------------------ | ------------------------- | ------------------ | ------------------ |
| 1957               | Karlstad (Suecia)         | Medalla de oro     | Finn               |
| Campeonato Europeo |                           |                    |                    |
| Año                | Lugar                     | Medalla            | Clase              |
| 1956               | Loosdrecht (Países Bajos) | Medalla de oro     | Finn               |
| 1957               | Nápoles (Italia)          | Medalla de bronce  | Finn               |
| 1959               | Lago Sils (Suiza)         | Medalla de bronce  | Finn               |